# Праця
Пра́ця (від пол. praca < чеськ. práce) — цілеспрямована діяльність людей зі створення матеріальних і духовних благ, необхідних для задоволення потреб кожного індивіда і суспільства в цілому.

## Сутність терміна
Праця — одна з найважливіших здатностей людини, бо лише людина свідомо ставить перед собою мету створення знарядь праці, тобто відповідні речі, за допомогою яких вона впливає на предмети природи.
Праця — доцільна діяльність людини, спрямована на збереження, видозміну, пристосування середовища проживання для задоволення своїх потреб, на виробництво товарів і послуг. Праця як процес адаптації людини до зовнішнього середовища характеризувався розвитком і вдосконаленням поділу праці, його знарядь і засобів.
Час протягом якого людина працює називається робочим днем. Під робочою силою розуміється сукупність фізичних та розумових зусиль, духовних і психологічних якостей, які необхідні для процесу праці.
Прикладні дисципліни, що вивчають працю: фізіологія праці, психологія праці, організація праці, охорона праці та інше.

## Категорії праці
| група праці | Вид діяльності | витрати енергії     |
| ----------- | --- | ------------------- |
| I           | Переважно розумова праця (наукові працівники, студенти, оператори ЕОМ. Контролери, педагоги, диспетчери, працівники обліку, секретарі та інші.) | 1800 — 2450 до ккал |
| II          | Легка праця (водії транспорту, працівники конвеєрів, вагувальниці, пакувальниці, швейники, працівники радіоелектронної промисловості, афономи, медсестри, санітарки, працівники зв'язку, сфери обслуговування, продавці промтоварів та подібне)                                                                            | 2100 — 2800 ккал    |
| III         | Середня тяжкість праці (слюсарі, наладчики, настроювачі, верстатники, буровики, водії екскаваторів, бульдозерів, вугільних комбайнів, автобусів, лікарі — хірурги, текстильники, взуттєвики, залізничники, продавці продтоварів, металурги — доменщики, працівники хімзаводів, працівники громадського харчування та інші) | 2500 — 3300 ккал    |
| IV          | Важка фізична праця (будівельники, помічники буровиків, прохідники, бавовноробів, сільгосппрацівники, механізатори, доярки, овочівники, деревообробники, металурги, ливарники та подібне) | 2850 — 3850 ккал    |
| V           | Особливо важка фізична праця (механізатори і сільгосппрацівники посівних й збиральних періодів, гірники, вальники лісу, бетонярі, каменярі, землекопи, вантажники немеханізованої праці, оленярі та інше) | 3750 — 4200 ккал    |

## Праця як економічний ресурс
Економічна теорія розглядає працю як економічний ресурс, який використовується для виробництва благ.

### Праця в мікроекономіці
З позицій мікроекономіки, власником економічного ресурсу праці виступає домогосподарство. Домогосподарство (його представник) продає працю (здібності до праці) на ринку праці фірмам (представникам фірм) за ринковою ціною на працю. Ринкова ціна на працю приймає форму заробітної плати. 
Заробітна плата є витратами для фірм і доходами для домогосподарств. Заробітна плата є частиною доданої вартості фірми.

### Праця в макроекономіці
Макроекономіка розглядає економічні агрегати, зокрема вона розглядає сектор домогосподарств, як сукупність усіх домогосподарств в економіці, і сектор фірм, як сукупність усіх фірм в економіці. Відповідно, сектор домогосподарств, як власник усього ресурсу "праця" в економіці, пропонує цей ресурс секторові фірм на агрегованому ринку праці.
Доходи сектору домогосподарств від продажу праці на ринку праці і витрати фірм на оплату праці є агрегованою заробітною платою. Агрегована заробітна плата в економіці є частиною валової доданої вартості. Разом з іншими компонентами валової доданої вартості заробітна плата формує національний дохід.

## Трудова теорія вартості
Теорія, згідно з якою вартість благ визначається обсягом праці, витрачених на їхнє виробництво. Трудову теорію вартості розробили представники класичної економічної теорії, особливого розвитку набула у працях Карла Маркса. 
Представники неокласичної школи економіки висунули теорію суб'єктивної корисності (маржиналістський підхід), згідно з якою вартість блага визначається його суб'єктивною оцінкою. Теорія суб'єктивної корисності змогла пояснити парадокси, на які не могла пояснити трудова теорія вартості.

## Право на працю
Прáво на прáцю  — це природне та об'єктивне право людини, яке виявляє її особисті можливості, такі як здібності до праці. Право на працю в Україні гарантоване статтею 43 Конституції України.